# Демиденко, Аркадий Фёдорович
Арка́дий Фёдорович Демиденко (29 января 1950, Кагарлык, Киевская область — 28 сентября 2005, Киев) — премьер-министр Крыма в 1996—1997. Доктор экономических наук.

## Биография
1972 — закончил Ленинградский институт инженеров железнодорожного транспорта.
1972—1976 — электромеханик, старший элетромеханик Симферопольской дистанции сигнализации и связи;
1976—1978 — секретарь комитета комсомола Симферопольского железнодорожного узла;
февраль — сентябрь 1978 — ответственный секретарь райпрофсожа Крымского отделения Приднепровской железной дороги;
1978—1980 — заместитель командира роты по политчасти в/ч 40589, Одесский военный округ;
сентябрь — октябрь 1980 — старший элетромеханик Симферопольской дистанции сигнализации и связи;
1980—1982 — заместитель секретаря парткома, 1983—1985 — секретарь парткома Симферопольского железнодорожного узла;
1982—1983 — заведующий отделом пропаганды и агитации Железнодорожного райкома Компартии Украины г. Симферополя;
1985—1986 — заведующий промышленно-транспортным отделом Симферопольского горкома К Компартии Украины;
1986—1988 — председатель исполкома Железнодорожного районного Совета народных депутатов г. Симферополя;
1988—1990 — первый секретарь Железнодорожного райкома КПУ г. Симферополя;
1989—1990 — председатель Железнодорожного районного Совета народных депутатов г. Симферополя;
1990—1994 — председатель Железнодорожного районного Совета, исполкома г. Симферополя;
октябрь 1994 — январь 1996 — Вице-премьер Правительства Крыма;
январь 1996 — январь 1997 — Премьер-министр Правительства Крыма;
январь — июнь 1997 — Председатель Совета министров Крыма;
октябрь 1997 — август 2001 — заместитель министра транспорта Украины, август 2001 — май 2002 — заместитель, май 2002 — сентябрь 2003 — первый заместитель Государственного секретаря Министерства транспорта Украины.
Умер  28 сентября 2005 года в Киеве, похоронен на Байковом кладбище.

## Общественная деятельность
- Лидер движения «Крым — наш дом» (1996—1998).
- Председатель Крымского землячества в Киеве.

## Научная деятельность
Докторская  диссертация на тему: «Размещение производственных мощностей Автономной Республики Крым», доктор экономических наук.

## Память
В Симферополе, где он прожил и проработал с 1972 по 1997 годы, на здании Крымской дирекции железнодорожных перевозок на улице Павленко, 34, где он начинал свой трудовой путь, была открыта мемориальная доска. .